# Зарубежные фильмы, выпущенные в советский прокат в 1943 году
Список из 6 зарубежных фильмов, выпущенных в советский кинопрокат в 1943 году. Месяцем выпуска считается время первой демонстрации в Москве.
Закупкой зарубежных фильмов для советского кинопроката занималась Всесоюзная государственная контора по киноэкспорту и киноимпорту («Союзинторгкино»), подчинённая с 1938 года Комитету по делам кинематографии при СНК СССР. Некоторые фильмы в прокат выпускались в другом формате. Иногда цветные фильмы в массовом тираже выпускались черно-белыми, а также делались изъятия некоторых, как правило, незначительных для общего сюжета сцен и эпизодов.
Включает один документально-пропагандистский фильм (британского производства) — «Победа в пустыне».
| Прокатное название на русском языке | Оригинальное название и год выхода   | Производство   | № месяца |
| ----------------------------------- | ------------------------------------ | -------------- | -------- |
| В старом Чикаго                     | «In Old Chicago» (англ.) (1937)      | США            | 06       |
| Гордая долина                       | «The Proud Valley» (англ.) (1940)    | Великобритания | ??       |
| Джордж из Динки-джаза               | «Let George Do It!» (англ.) (1940)   | Великобритания | 12       |
| Леди Гамильтон                      | «That Hamilton Woman» (англ.) (1941) | США            | 03       |
| Победа в пустыне (документальный)   | «Desert Victory» (англ.) (1943)      | Великобритания | 04       |
| Миссия в Москву                     | «Mission to Moscow» (англ.) (1943)   | США            | 07       |